# Pollyanna (anime)
Pollyanna (愛少女ポリアンナ物語 Ai Shōjo Porianna Monogatari?, "Historia de Pollyanna") es una serie de anime basada en la novela Pollyanna de Eleanor H. Porter.  La serie fue emitida originalmente en Japón en el año 1986, parte del contenedor infantil World Masterpiece Theater o Meisaku de Nippon Animation.  El contenedor había antes y después producido una gran variedad de series de animación basadas en diferentes obras literarias infantiles; entre ellas estaban "La princesa Sara" (1985) y "Mujercitas" (1987).  En España, la serie fue emitida varias veces a través de diferentes canales; En 1999 el contenedor infantil TPH Club de La 2 emitió la serie como parte de su programación en las mañanas.

## Argumento
Pollyanna Whittier es una niña alegre y optimista que tras la muerte de su padre es enviada a vivir con su Tía Polly Harrington en la aldea de Beldingsville.  La Tía Polly no está contenta con la llegada de Pollyanna, ella es una mujer soltera de carácter fuerte y estricto y considera que el acoger a la huérfana en su casa es sólo cumplimiento de su deber.  En la aldea de Beldingsville conoce nuevos amigos como Nancy, la criada de la Tía Polly y Jimmy, un niño sin hogar, pero también encuentra mucha gente deprimida y enferma como el Señor Pendleton y la Señora Snow.  El padre de Pollyanna le había enseñado un simple juego de encontrar algo bueno en cualquier situación, tan desagradable como sea y este juego es el que Pollyanna comparte con sus nuevos amigos y poco a poco se gana el cariño de cada uno y da nueva vida a la pequeña aldea.  Sin embargo, Pollyanna pierde su optimismo el día en que es atropellada por un automóvil y pierde la habilidad de caminar, causando un gran dolor para todos los que la quieren.  Pollyanna luego es llevada a la ciudad de Boston en Massachusetts dónde es tratada para curar sus piernas y más tarde, vivirá un tiempo en casa de la Señora Carew, una mujer también deprimida y con pocas ganas de vivir afectada por la pérdida de su sobrino.

## Curiosidades
- La serie combina los dos libros de Eleanor H. Porter sobre Pollyanna; Pollyanna y Pollyanna Grows Up.  En la segunda mitad del segundo libro, Pollyanna tenía ya veinte años, sus últimas aventuras ocurrían siendo ella ya mayor.  La serie, sin embargo, narró esas aventuras dejando a Pollyanna como una niña de 12 años.

## Temas musicales
- Japón: 
  - (Inicio) "Shi-a-wa-se carnival" y "Hohoemu anata ni aitai" cantadas por Youki Kudoh.
  - (Cierre) "Ai ni naritai" y "Shiawase" cantadas por Youki Kudoh .
- España: "Pollyanna" cantada por Sol Pilas (doblaje de TeleCinco; melodía italiana) y los temas japoneses (doblaje de Arait para La 2)

## Episodios
1. La niña de la iglesia
2. Adiós papá
3. Un día triste
4. La gran ciudad
5. La promesa de Nancy
6. De compras con la tía Polly
7. Es mejor así
8. Un encuentro misterioso
9. La visita de la señora Snow
10. Una casa para Jimmy
11. En el bosque del Pendelton
12. Sorpresa para la señora Snow
13. Lo siento por ti tía
14. El espejo del recuerdo
15. El secreto de Pendelton
16. Diversidad de opiniones
17. Me encanta el Chilton
18. El misterio de Pendelton
19. El sorprendente secreto
20. ¡Cuidado Pollyanna!
21. Una verdad terrible
22. Momentos de desconsuelo
23. No puedo buscar cosas alegres
24. ¡Quiero volver a caminar!
25. Una operación difícil
26. No me abandones Pollyanna
27. Quiero ser amada
28. En el horizonte
29. Hasta pronto Beldingsville
30. La vida en la gran ciudad de Boston
31. ¿Dónde está Pon Pon?
32. En las calles de Boston
33. Buscando a Pon Pon
34. El triste secreto de la señora Carew
35. El joven sir James
36. Un ángel en un callejón
37. Otro James
38. En busca de la felicidad
39. La fiesta de despedida
40. Un paseo por Boston
41. Tempestad próxima
42. La urgencia de Chilton
43. Tío, no te mueras
44. Días tristes
45. El jardín abandonado
46. El misterio de Jamie Kent
47. Un juego peligroso
48. ¡Socorro, Jimmy!
49. En busca de la verdad
50. ¡Yo soy Jamie!
51. La felicidad está aquí